# Найт, Уильям Джеймс
Уильям Джеймс Найт (William James Knight) — солдат армии США. В период Гражданской войны участвовал в рейде Эндрюса, за что стал одним из первых кавалеров Медали Почёта.

## Биография

### Ранние годы
Родился 24 января 1837 в деревне Эппл-Крик (тауншип Ист-Юнион, округ Уэйн, штат Огайо) в семье мистера и миссис Мэтью Найт (Matthew Knight). Ему не было и пяти лет, когда умерли родители, поэтому внука взяли на воспитание дедушка с бабушкой — Джейкоб (Jacob Knight) и Марта Найт (Martha Knight) из посёлка Фармер (округ Дефайанс), в который Уильям переехал в 1852 году; есть сведения, что он работал на лесопилке своего деда, где смог познакомиться с паровыми машинами и механизмами.

### Гражданская война
29 августа 1861 года в возрасте 24 лет Уильям Найт записался рядовым на военную службу на три года в роту E из 21-го Огайского добровольческого пехотного полка, сформированного в округе Дефайанс. 19 сентября в Финдли он был принят в армию США, а в следующем месяце назначен сапёром первого класса (боевым инженером). В ноябре — декабре 1861 года находился в госпитале в Цинциннати.
12 апреля 1862 года Уильям Найт принял участие в дерзкой операции, известной как «рейд Эндрюса» (в честь лидера — шпиона Джеймса Эндрюса) или «Великая паровозная гонка». В ходе данного рейда отряд из 22 солдат-добровольцев и 2 гражданских проник в штат Джорджия в тылу Конфедерации и угнал состав во главе с паровозом «Генерал», после чего направился на нём на север с целью нанести максимальный ущерб Западно-Атлантической железной дороге, которая имела огромную стратегическую важность для армии Юга. Изначально вести угнанный локомотив должен был опытный машинист и капрал Мартин Хоукинс, однако тот по неясной причине проспал рейд и не смог в нём участвовать, поэтому обязанности машиниста были переложены на Найта. Эта паровозная гонка продлилась почти 89 миль (143 км), однако из-за преследования группой железнодорожников, использующих паровоз «Техас», северяне были вынуждены бросить «Генерала», а в течение нескольких последующих дней они все были пойманы.
В июне 1862 года восемь рейдеров были повешены в Атланте. Тогда 16 октября того же года восемь рейдеров, включая Найта, сбежали из плена и спустя больше месяца трудного перехода 25 ноября наконец достигли территории Союза. 1 декабря 1862 года Уильям Найт вернулся в свой полк, а 13 марта 1863 года был переведен в роту G из 115-го Огайского добровольческого пехотного полка; июль и август 1863 года провёл дома, находясь в отпуске. 17 сентября 1863 года был награждён медалью Почёта за участие в рейде Эндрюса. 27 сентября 1864 года был уволен со службы и на следующий день отправлен в запас.

### Послевоенные годы

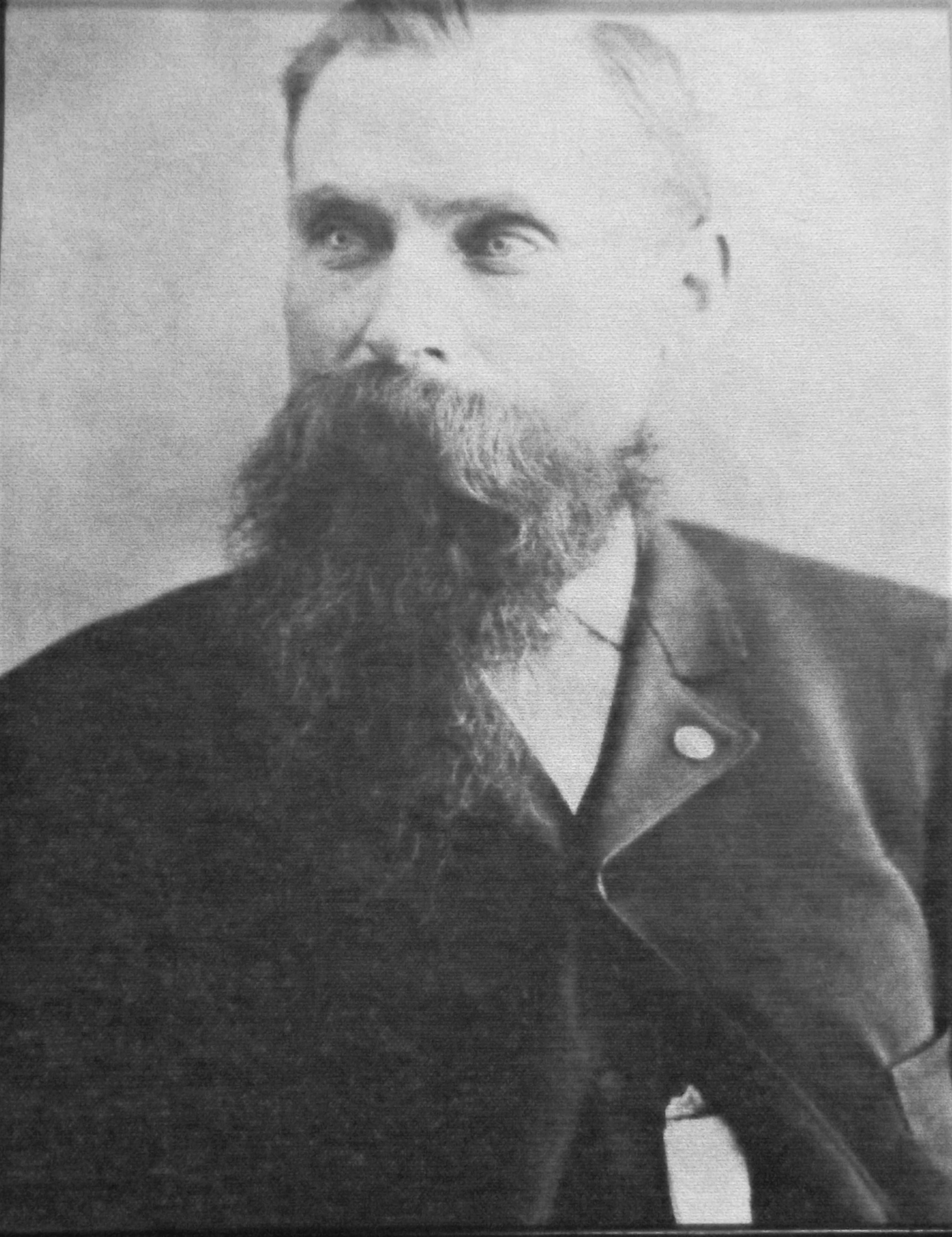
Уильям Найт

30 августа 1868 года женился на Эмме Олдфилд (Emma Oldfield) из Дефайанса; в этом браке родились шесть детей. Работал железнодорожным механиком в Логанспорте (Индиана) и инженером на Пенсильванской железной дороге. В 1886 году переехал в Страйкер, где начал читать публичные лекции о рейде Эндрюса. В июне того же года получил пенсию за свою военную службу и за потерю слуха, полученную в сражении на реке Стоун.
В ноябре 1886 он посетил первую встречу выживших после рейда Эндрюса в Маккомбе и Финдли. В 1887 году стал агентом по продаже книги Уильяма Питтенгера о рейде. В июне 1903 года открыл мастерскую по ремонту в Страйкере. В апреле 1912 года Найт посетил последнюю встречу участников «Паровозной гонки» в Финдли. В 1914 году выжившие рейдеры согласились сняться в фильме о рейде, однако этот фильм так и не был снят.
26 сентября 1916 года Уильям Джеймс Найт скончался у себя дома в Страйкере и был похоронен на местном кладбище Оуквуд.

## В культуре
В фильме «Крутой маршрут» 1956 года, снятого студией Walt Disney Pictures, роль Уильяма Найта сыграл каскадёр Джордж Роботэм.